# Tusa
Tusa là một đô thị ở tỉnh Messina trong vùng Sicilia của Italia, có vị trí cách khoảng 80 km về phía đông của Palermo và vào khoảng 120 km về phía tây của Messina. Tại thời điểm ngày 31 tháng 12 năm 2004, đô thị này có dân số 3.248 người và diện tích là 41 km².
Tusa giáp các đô thị: Motta d'Affermo, Pettineo, San Mauro Castelverde.